# Philonicus longulus
Philonicus longulus là một loài ruồi trong họ Asilidae. Philonicus longulus được Wulp miêu tả năm 1872. Loài này phân bố ở miền Ấn Độ - Mã Lai.